# Гюльахмедов, Абдуррахман Нияз оглы
Гюльахмедов Абдуррахман Нияз оглы (азерб. Əbdürrəhman Niyaz oğlu Güləhmədov; 25 августа [7 сентября] 1908, Гокио, Самцхе-Джавахети — 1989, Баку) — советский агроном, профессор (1963), член-корреспондент АН Азербайджанской ССР (1976).

## Биография
Родился 25 августа 1908 года в селе Кокия Ахалкалакского района, соседнего с Борчалинским уездом.
В детстве остался сиротой, поэтому неполное среднее образование получил в детском доме города Гянджа. Затем окончил агрономическое отделение Гянджинского сельскохозяйственного техникума и работал в Азербайджанском Научно-исследовательском институте хлопководства. После чего получил высшее образование на факультете почвоведения и агрохимии Московской сельскохозяйственной академии, где и начал свою трудовую деятельность.
В 1948 году защитил кандидатскую диссертацию по сельскохозяйственным наукам, докторскую в 1961 году. В 1963 году получил звание профессора.
С 1956 года до конца жизни занимал должность начальника отдела микроэлементов Института почвоведения и агрохимии АН АзССР.
Автор 250 научных работ, а также 15 авторских свидетельств, 10 рационализаторских предложений и 5 монографий. Руководил работой 42 высококвалифицированных докторов философии и 3 наук.
Также принимал активное участие в подготовке кадров, читая лекции по агрохимии в Азербайджанском сельскохозяйственном институте. Составил картограмму обеспечения почв азотом, фосфором и калием в хлопководческой зоне Азербайджанской ССР. Разработал методы агрохимического исследования почвы, а также технологию получения новых видов комплексных удобрений на базе местного сырья. Составил первые почвенно-агрохимические карты республики.
Одним из его наиболее актуальных направлений исследований стала разработка технологии производства новых видов удобрений. Он был автором семи видов полимикроудобрений, получаемых из отходов отечественной промышленности, и технологий производства микроудобрений, производимых в промышленных масштабах сотнями тонн.
На протяжении многих лет был членом совета защиты в области почвоведения и агрохимии и секции почвоведения и агрохимии Закавказского филиала Всесоюзной сельскохозяйственной академии.
Также был членом Всесоюзного общества почвоведов и постоянным участником съездов и конференций по микроэлементам.
Скончался в 1989 году в Баку.